# Beyoncé
Beyoncé Giselle Knowles-Carter (Houston (Texas), 4 september 1981) is een Amerikaanse zangeres, songwriter, actrice en modeontwerpster. Ze werd geboren in Houston, groeide daar op en nam er als kind deel aan diverse zang- en danswedstrijden. Eind jaren negentig verwierf zij bekendheid als leadzangeres van de r&b-meidengroep Destiny's Child. Met haar vader Mathew Knowles als manager werd de groep een van 's werelds bestverkopende meidengroepen ooit. Gedurende een onderbreking in het bestaan van de groep bracht Beyoncé haar debuutalbum Dangerously in Love (2003) uit, waarmee ze wereldwijd haar naam als soloartiest vestigde; het werd 11 miljoen keer verkocht en leverde vijf Grammy Awards op, naast de twee singles Crazy in Love en Baby Boy die de eerste plaats van de Amerikaanse Billboardlijst haalden.
Na het uit elkaar vallen van Destiny's Child in juni 2005 bracht Beyoncé haar tweede soloalbum uit, B'Day (2006), dat de hits Déjà Vu, Irreplaceable en Beautiful Liar opleverde. Ook waagde ze zich aan het acteren, met een voor de Golden Globe Award genomineerde rol in Dreamgirls uit 2006, en rollen in The Pink Panther uit 2006 en Obsessed uit 2009. Zowel haar huwelijk met rapper Jay-Z als haar typering van Etta James in de film Cadillac Records uit 2008 oefenden invloed uit op haar derde album, I Am... Sasha Fierce (2008), waarmee ze haar alter ego Sasha Fierce aan de openbaarheid prijsgaf en in 2010 zes Grammy Awards won, een recordaantal voor een vrouwelijke artiest, waaronder de Song of the Year voor Single Ladies (Put a Ring on It). Vervolgens laste Beyoncé een carrièrepauze in en nam het management van haar carrière in eigen handen. Haar vierde album 4 uit 2011 was minder scherp van toon en laat invloeden horen uit de jaren 70 (funk), de jaren 80 (pop), alsmede de jaren 90 (soul). Haar vijfde studioalbum, Beyoncé (2013), kreeg lovende recensies en onderscheidde zich van eerdere uitgaven door de experimentele productie en het aanroeren van donkere thema's. Ze kreeg later universele bijval voor haar audio-experimentele visuele album, Lemonade. Lemonade was 's werelds bestverkochte album van 2016 en het best beoordeelde album uit haar carrière, waarin thema's als ontrouw en feminisme werden onderzocht. Ze bracht nog een veelgeprezen studioalbum uit, haar zevende getiteld Renaissance in juli 2022. Het werd haar zevende album dat nummer één bereikte. Beyoncé is het gezicht van haar eigen kledinglijn House of Deréon.
Beyoncé, naar eigen zeggen een "modern-day feminist", schrijft nummers die vaak thema's als liefde, relaties en monogamie behandelen, evenals vrouwelijke seksualiteit en onafhankelijkheid. Op het podium hebben haar dynamische optredens en geavanceerde choreografie haar onder het publiek en recensenten de reputatie bezorgd een van de beste entertainers in de tegenwoordige popmuziek te zijn. In de eerste achttien jaar van haar loopbaan heeft ze meer dan 200 miljoen albums als soloartiest verkocht, en nog eens 60 miljoen met Destiny's Child, waarmee ze een van de bestverkopende artiesten aller tijden is. Ze heeft 28 Grammy Awards gewonnen, de meeste voor een vrouwelijke artiest en zangeres, en is ook de meest genomineerde vrouw in de Grammy-geschiedenis. The Recording Industry Association of America erkent haar als de Top Certified Artist in Amerika van het eerste decennium van 2000. In 2009 riep Billboard haar uit tot de beste vrouwelijke artiest van het eerste decennium uit 2000 en tot artiest van het millennium in 2011. Het tijdschrift Time nam haar zowel in 2013 als 2014 op in de lijst van 100 invloedrijkste mensen ter wereld.

## Levensloop

### Geboorte en jeugd
Beyoncé Giselle Knowles werd geboren in Houston als kind van Celestine Ann "Tina" Knowles, een kapster en eigenares van een salon, en Mathew Knowles, die verkoopmanager bij Xerox was. De naam Beyoncé is een hommage aan de geboortenaam van haar moeder, die eigenlijk Beyincé had moeten zijn. Haar jongere zus Solange is eveneens zangeres. Vader Mathew is een Afro-Amerikaan, terwijl de uit de creoolse populatie van Louisiana afkomstige moeder Tina kan bogen op Afrikaans, Indiaans, Frans, en voor 1/16e Iers bloed.
Beyoncé doorliep de St. Mary's Elementary School in Fredericksburg (Texas), waar ze danslessen volgde. Haar zangtalent werd ontdekt toen dansinstructeur Darlette Johnson een lied begon te neuriën en zij het inclusief de hoogste noten afmaakte. Op haar zevende won Beyoncé een talentenjacht op school met een uitvoering van John Lennon's Imagine, waarbij ze de vijftien- en zestienjarige deelnemers versloeg.
In de herfst van 1990 begon Beyoncé aan de Parker Elementary School, een muziekschool in Houston, waar ze bij het schoolkoor ging. Ook bezocht ze de High School for the Performing and Visual Arts en later Alief Elsik High School. Verder was Beyoncé lid van het koor van de St. John's United Methodist Church, waar ze twee jaar solist was.
Op achtjarige leeftijd deden Beyoncé en haar vriendin Kelly Rowland mee aan een auditie voor een meisjesgroep en ontmoette daar LaTavia Roberson. Samen met drie andere meisjes werden ze in de groep Girl's Tyme gezet om te rappen en dansen in het talentenjachtcircuit van Houston. Nadat hij de groep had gezien, nam r&b-producer Arne Frager hen mee naar zijn studio in het noorden van Californië en gaf ze een plek in Star Search, destijds het grootste talentenjachtprogramma op de Amerikaanse televisie. Girl's Tyme won echter niet en Beyoncé vond later dat hun lied niet goed was. In 1995 zegde Beyoncés vader zijn baan op om manager van de groep te worden. Hierdoor liep het inkomen van Beyoncés familie met de helft terug en de ouders waren gedwongen apart te gaan wonen. Mathew bracht de originele bezetting terug tot vier personen en de groep bleef optreden als openingsnummer voor gevestigde r&b-meidengroepen. Na enkele audities sloot de groep een contract met Elektra Records en verhuisde voor enige tijd naar Atlanta Records om aan hun eerste opname te werken, maar het label liet hen vallen. Het gevolg was dat de verhoudingen binnen de familie meer onder spanning kwamen te staan en Beyoncés ouders uit elkaar gingen. Op 5 oktober 1995 tekende Dwayne Wiggins' maatschappij Grass Roots Entertainment de groep. In 1996 begonnen de meisjes aan het opnemen van hun debuutalbum onder een overeenkomst met Sony Music en kwamen de ouders weer samen. Kort daarop tekende de groep een contract bij Columbia Records.

### 1997–2001: Destiny's Child

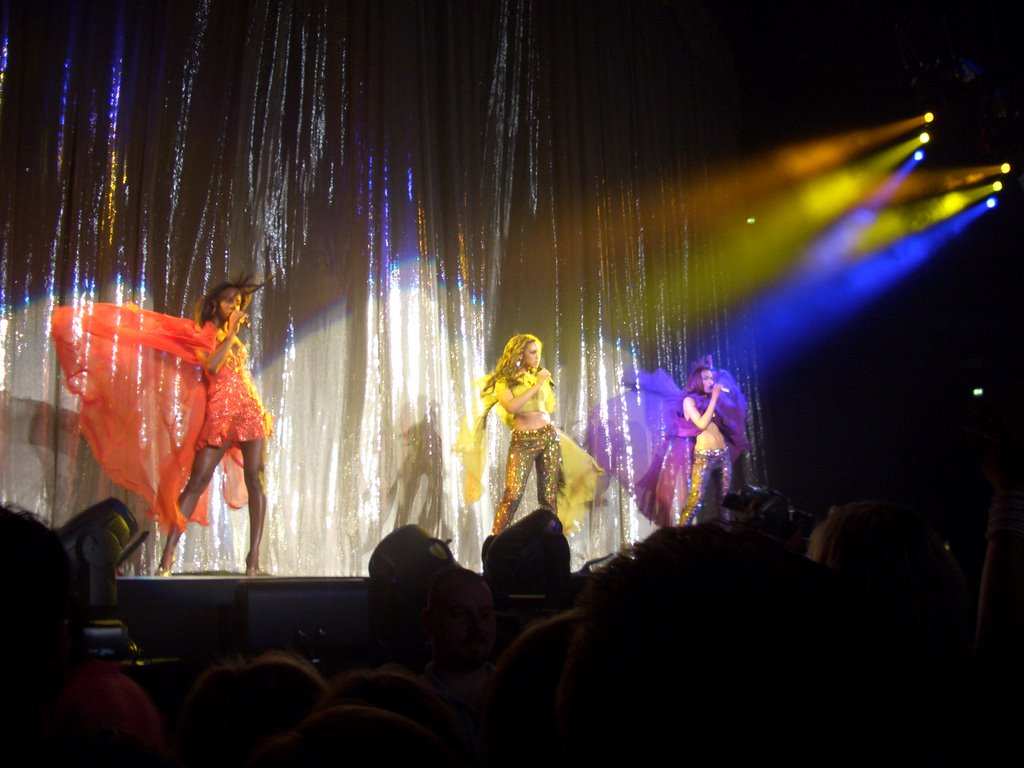
Destiny's Child zingt "Say My Name", een single die zowel lovende kritieken als commercieel succes als twee Grammy Awards ten deel viel.

In 1996 veranderde de groep haar naam in Destiny's Child, naar een passage in het Bijbelboek Jesaja. In 1997 debuteerde Destiny's Child bij een grote platenmaatschappij met het nummer Killing Time op de soundtrack voor de film Men in Black uit 1997. Het jaar daarop bracht de groep hun Destiny's Child getitelde debuutalbum uit en hadden zij hun eerste grote hit met No, No, No. De groep raakte nu gevestigd en het redelijk verkopende album leverde hen drie Soul Train Lady of Soul Awards op: voor Best R&B/Soul Album of the Year, Best R&B/Soul or Rap New Artist, en Best R&B/Soul Single voor No, No, No. Het tweede, meermaals met platina bekroonde album The Writing's on the Wall verscheen in 1999, met daarop enkele van de bekendste nummers van de groep, zoals Bills, Bills, Bills (hun eerste Amerikaanse nummer 1-single), Jumpin' Jumpin en Say My Name, welk laatste nummer hun succesvolste en een herkenningsnummer van de groep werd.
Say My Name won de Grammy Award voor Best R&B Performance door een zangduo of -groep en die voor Best R&B Song op de 43e editie van de Grammy Awards. Van het album The Writing's on the Wall werden wereldwijd meer dan acht miljoen exemplaren verkocht. In deze periode nam Beyoncé een duet op met Marc Nelson, een van de oorspronkelijke groepsleden van Boyz II Men, After All Is Said and Done voor de soundtrack van de film The Best Man uit 1999.
De manier waarop Mathew het management van de groep vervulde, leidde tot onvrede bij LeToya Luckett en Roberson. Zij werden uiteindelijk vervangen door Farrah Franklin en Michelle Williams. Na de breuk raakte Beyoncé in een depressie omdat zij in de media, in blogs en door critici verantwoordelijk werd gehouden. Rond deze tijd verbrak ook haar vriend de relatie. De depressie duurde enkele jaren, gedurende welke ze af en toe haar slaapkamer dagenlang niet verliet en weigerde te eten. Naar eigen zeggen had Beyoncé moeite om over haar depressie te praten omdat Destiny's Child net zijn eerste Grammy Award had behaald en daarom vreesde ze dat niemand haar au sérieux zou nemen. Later zou Beyoncé haar moeder noemen als degene die haar erbovenop hielp. Franklin werd uit de groep gezet en alleen Beyoncé, Rowland en Williams bleven over.
Destiny's Child was succesvol van 1997 tot 2005. De liedjes waren voornamelijk van het genre r&b.

### Dangerously in Love
In 2003 bracht Beyoncé haar eerste soloalbum Dangerously in Love uit, dat wereldwijd meer dan twaalf miljoen keer verkocht werd. Voor dit album werkte ze samen met onder anderen Missy Elliott, Sean Paul en Jay-Z. De eerste single, Crazy in Love, was een groot wereldwijd succes: het kwam op nummer 2 in Nederland, 1 in de Verenigde Staten en in de top 10 in bijna alle landen. De volgende singles waren eveneens succesvol – Baby Boy en Naughty Girl haalden de top tien, en Me, Myself and I piekte op 14. In de Verenigde Staten kwamen alle vier singles in de top vijf. Met dit album won ze vijf Grammy's op één avond.

### B'Day
Haar tweede album heette B'Day en kwam uit op 4 september 2006, haar vijfentwintigste verjaardag. Het album werd binnen twee weken na voltooiing van de opnamen van de film Dreamgirls opgenomen. Het album kwam in de Amerikaanse Billboard 200 op nummer 1 binnen met meer dan 541.000 verkochte exemplaren in de eerste week. In april 2007 bracht ze B'Day opnieuw uit, onder de naam B'Day Deluxe Edition – deze uitgave heeft een iets andere tracklist dan de eerste versie van het album. De luxe-editie (Deluxe Edition) bevat onder andere Spaanstalige liedjes en een duet met zangeres Shakira, Beautiful Liar.

### I Am... Sasha Fierce
In november 2008 bracht Beyoncé haar derde soloalbum I Am... Sasha Fierce uit. Het album is onder andere geïnspireerd door Jay-Z en de film Cadillac Records, waarvoor Beyoncé was gecast om de rol van Etta James te vertolken. Het album is onderverdeeld in twee cd's. Het eerste deel van het album, "I Am...", bevat vooral rustige nummers waarin Beyoncés vocale prestaties de boventoon voeren. Het tweede deel van het album, "Sasha Fierce", bevat uptemponummers. Ook in het fotoboekje bij de cd wordt een onderscheid gemaakt tussen Beyoncé en Sasha Fierce; voor het "I Am..."-deel poseert ze rustig in sobere kledij, terwijl ze voor "Sasha Fierce" in motorjack en met zwaardere make-up lustig in de camera kijkt. In oktober 2008 kwamen de eerste twee singles van het album uit: If I Were a Boy (van het deel "I Am...") en Single Ladies (Put a Ring on It) (van "Sasha Fierce"). Beyoncé was daarmee een van de eerste artiesten die twee singles tegelijkertijd uitbracht. De singles hadden beide hun videopremière op het internet. Tijdens haar I Am... Tour trad ze op 2 en 3 mei 2009 op in Nederland en op 7 mei in België. De tournee eindigde in juni 2010. Op het album staat ook het nummer Videophone, dat ze samen met Lady Gaga uitbracht. De videoclip kwam in november 2009 uit.

### 4
De eerste single van het album 4 was Run the World (Girls) en verscheen op 21 april 2011. Eén dag nadat het nummer was uitgebracht, debuteerde Run the World al op nummer 60 in de Single Top 100. De volgende week schoot het naar nummer acht, de hoogste positie. Het bijbehorende album werd uitgebracht op 24 juni in Nederland en op 28 juni in de Verenigde Staten. De tweede single was Best Thing I Never Had. Het nummer kwam binnen op nummer 70 in de Single Top 100. Andere singles waren Love on Top, Countdown en End of Time. 4 kwam binnen op nummer twee in de Nederlandse Top 100. Hij haalde de nummer 1-positie in de VS, het Verenigd Koninkrijk, Spanje, Ierland, Zwitserland en Zuid-Korea.

### Beyoncé

De hoes van het album Beyoncé

Op 12 december 2013, vlak voor middernacht, bracht Beyoncé exclusief via iTunes haar vijfde studioalbum Beyoncé (album) uit, dat 14 liedjes en 17 muziekvideo's bevat. Vanaf 20 december was het album in de winkels beschikbaar. De eerste single van het album was XO. Op 24 november 2014 kwam de Platinum Edition van Beyoncé uit. Het is een box die bestaat uit twee cd's en twee dvd's, met onder meer twee nieuwe singles, vier remixes, HBO X10 Live en het oorspronkelijke Beyoncé-album.

### Lemonade
Op 6 april 2016 kwam de single Formation uit, als voorproefje van het op 23 april 2016 verschenen album Lemonade, dat 12 tracks bevat. Lemonade is het tot nu toe meest geprezen album van de zangeres en werd genomineerd voor negen Grammy Awards en won die voor Beste Urban Contemporary Album en beste muziekvideo.

### Renaissance
Op 15 juni 2022 kondigde Beyoncé officieel haar zevende studioalbum aan, getiteld Renaissance. Het album werd uitgebracht op 29 juli 2022. De eerste single van Renaissance, Break My Soul, werd uitgebracht op 20 juni 2022. Bij de release kreeg Renaissance universele bijval van critici. Het haalde inspiratie uit housemuziek en bracht een eerbetoon aan Lgbt-pioniers. Renaissance debuteerde op nummer 1 in de Billboard 200 chart, en daarmee werd Beyoncé de eerste vrouwelijke artiest die haar eerste zeven studioalbums op nummer 1 liet debuteren in de Verenigde Staten. Het stond ook meerdere weken op nummer één in de Nederlandse Album Top 100.

### Cowboy Carter
Beyoncé kondigde kondigde na de Super Bowl op 11 februari 2024 aan dat haar volgende album op 29 maart 2024 uitgebracht zal worden. Tegelijkertijd bracht ze een tweetal singles voor het album uit: Texas Hold 'Em en 16 Carriages. Het album Cowboy Carter werd uitgebracht op 29 maart 2024. Dit album is haar achtste studioalbum en is een vervolg binnen het trilogieproject van Beyoncé dat ze tijdens de COVID-19 pandemie heeft bedacht. Het is daarmee een direct vervolg op Renaissance. Het album, dat voornamelijk als een countryalbum wordt bestempeld, mengt ook invloeden van andere genres, zoals R&B, pop, hiphop, blues, soul, rock and folk. Bij de uitgave ontving Cowboy Carter universele lof van critici, waarbij enkelen het zelfs bestempelden als een "meesterwerk".

### Films
Beyoncé is ook actief als actrice. Zo speelde ze onder andere een hoofdrol in het derde deel van Austin Powers en in 2006 in The Pink Panther. In 2006 kwam tevens Dreamgirls uit in de bioscoop. In deze film speelt Beyoncé samen met Eddie Murphy, Jamie Foxx en American Idol-finaliste Jennifer Hudson. Beyoncé figureerde verder in de film Cadillac Records, waarin zij de rol van blueszangeres Etta James vertolkt. Voor deze rol werd ze gecoacht door Etta James zelf en moest ze zeker acht kilo aankomen. De film kwam eind december 2008 uit in Amerika. In 2009 kwam de film Obsessed uit, een thriller waarin Beyoncé de hoofdrol vertolkt als Sharon. In de Amerikaanse animatiefilm Epic sprak ze de stem in van Queen Tara. In 2019 sprak ze de stem in van Nala in de "live-action" remake van de The Lion King.

### Privéleven
Beyoncés vader was vanaf het begin van haar loopbaan tot maart 2011 haar zakelijk manager en haar moeder was haar stiliste. Beyoncé is methodiste en trouwde op 4 april 2008 in besloten kring met Jay-Z. Op 7 januari 2012 werd in het Lenox Hill Hospital te New York hun dochter geboren.
Op 18 juni 2017 werd bekend dat Beyoncé een tweeling had gekregen.

## Muziek en stem

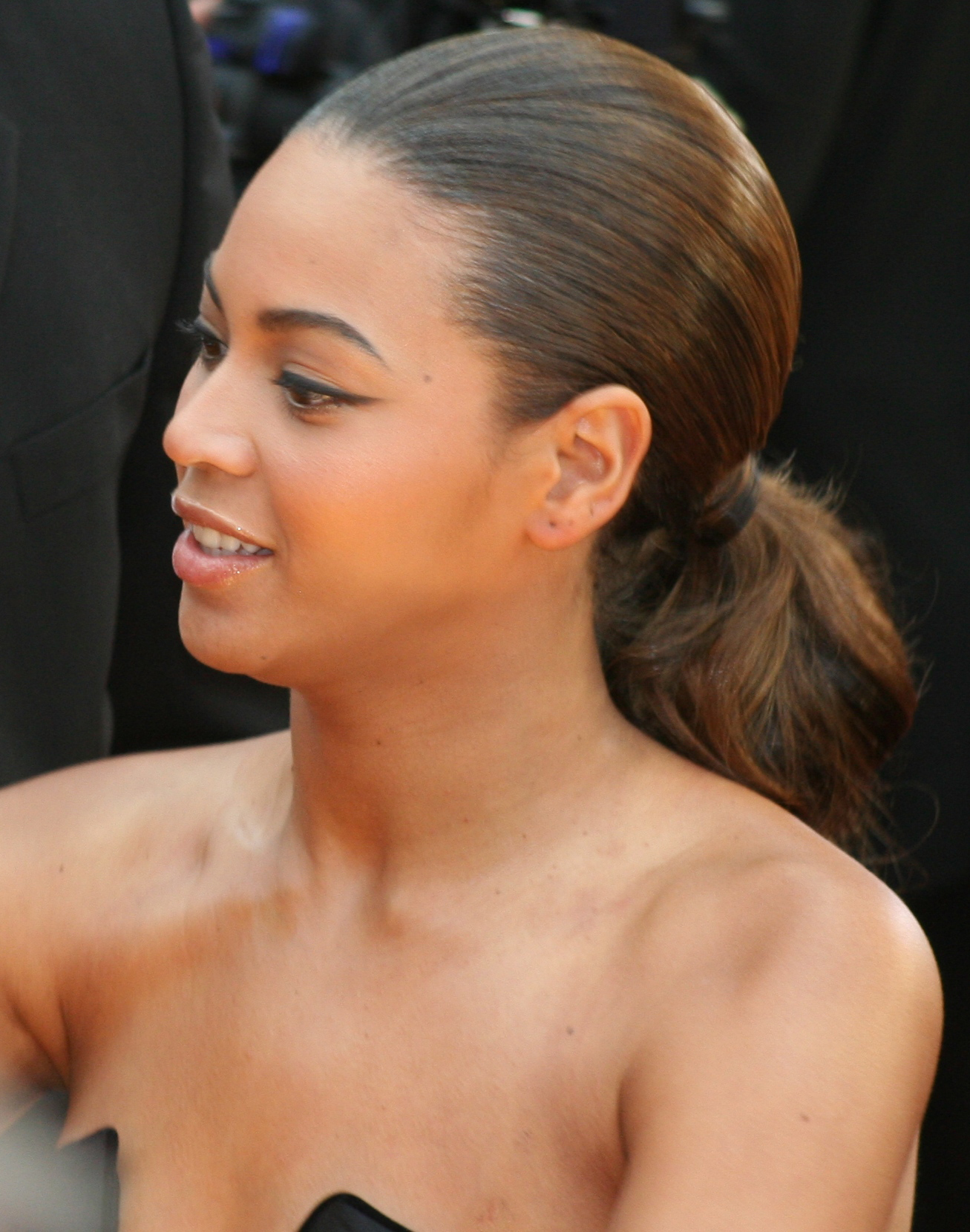
Beyoncé op de 81e editie van de Academy Award (in 2009, betreffende 2008)

Beyoncé is opgegroeid met de muziek van Anita Baker en Luther Vandross, met wie ze later een duet opnam. Beyoncé gebruikt ook invloeden in haar muziek van Amerikaanse artiesten als Prince, Aretha Franklin, Mariah Carey, Whitney Houston, Janet Jackson, Michael Jackson, Mary J. Blige, Diana Ross, Donna Summer en Tina Turner, met wie zij samen optrad tijdens de uitreikingsceremonie van de Grammy Awards in 2008.
Beyoncés muziek wordt omschreven als moderne r&b maar is ook beïnvloed door muziekgenres als dancepop, pop en soul. Bovendien nam de zangeres een aantal liedjes op in het Spaans voor haar opnieuw uitgekomen tweede soloalbum B'Day. Met Destiny's Child had zij al eerder een Spaans nummer opgenomen. In haar jeugd kreeg Beyoncé op school Spaanse les, maar tegenwoordig spreekt zij slechts een paar woorden Spaans. Voor de opname van de Spaanse nummers werd zij per telefoon gecoacht door Rudy Perez. Tijdens de uitreiking van de Oscars zong zij een keer in het Frans.
In 2010 introduceerde Beyoncé haar eigen parfum, genaamd Beyoncé Heat. Eerder speelde ze al een rol in televisiereclame voor parfums van Tommy Hilfiger en Emporio Armani. Een vervolg op Beyoncé Heat volgde in 2011: Heat Rush. De derde geur in de reeks was Midnight Heat, uitgebracht in 2012. Naast deze reeks verschenen nog meer geuren.

## Discografie

### Albums
| Album met eventuele hitnotering(en) in de Nederlandse Album Top 100 | Datum van verschijnen | Datum van binnenkomst | Hoogste positie | Aantal weken | Opmerkingen                 |
| ------------------------------------------------------------------- | --------------------- | --------------------- | --------------- | ------------ | --------------------------- |
| Dangerously in Love                                                 | 2003                  | 28-06-2003            | 4               | 65           | Goud                        |
| B'Day                                                               | 2006                  | 09-09-2006            | 5               | 41           | Goud                        |
| I Am... Sasha Fierce                                                | 18-11-2008            | 29-11-2008            | 6               | 81           | Platina                     |
| I Am... Yours: An Intimate Performance at Wynn Las Vegas            | 20-11-2009            | 28-11-2009            | 66              | 2            | Livealbum                   |
| 4                                                                   | 24-06-2011            | 02-07-2011            | 2               | 52           | Goud                        |
| Beyoncé                                                             | 13-12-2013            | 21-12-2013            | 1(1wk)          | 125          | Platina                     |
| Lemonade                                                            | 2016                  | 30-04-2016            | 1(2wk)          | 69           | Platina                     |
| Everything Is Love                                                  | 16-06-2018            | 23-06-2018            | 4               | 13           | als The Carters / met Jay-Z |
| Renaissance                                                         | 29-07-2022            | 05-08-2022            | 1(3wk)          | 76*          |                             |
| Cowboy Carter                                                       | 29-03-2024            | 05-04-2024            | 1(3wk)          | 24*          |                             |

| Album met hitnotering(en) in de Vlaamse Ultratop 200 albums | Datum van verschijnen | Datum van binnenkomst | Hoogste positie | Aantal weken | Opmerkingen                 |
| ----------------------------------------------------------- | --------------------- | --------------------- | --------------- | ------------ | --------------------------- |
| Dangerously in Love                                         | 2003                  | 05-07-2003            | 3               | 68           | Goud                        |
| B'Day                                                       | 2006                  | 09-09-2006            | 7               | 54           | Goud                        |
| I Am... Sasha Fierce                                        | 2008                  | 22-11-2008            | 10              | 163*         | Platina                     |
| I Am... Yours: An Intimate Performance at Wynn Las Vegas    | 2009                  | 05-12-2009            | 90              | 2            | Livealbum                   |
| 4                                                           | 2011                  | 02-07-2011            | 4               | 48           |                             |
| Beyoncé                                                     | 2013                  | 21-12-2013            | 4               | 105          |                             |
| Beyoncé (More Only) EP                                      | 2014                  | 06-12-2014            | 69              | 1            |                             |
| Lemonade                                                    | 2016                  | 30-04-2016            | 1 (7wk)         | 185          | Goud                        |
| Everything Is Love                                          | 2018                  | 23-06-2018            | 8               | 19           | als The Carters / met Jay-Z |
| Renaissance                                                 | 2022                  | 06-08-2022            | 1 (3wk)         | 106*         | Goud                        |
| Cowboy Carter                                               | 2024                  | 06-04-2024            | 1 (3wk)         | 34*          |                             |

### Singles
| Single met eventuele hitnotering(en) in de Nederlandse Top 40 | Datum van verschijnen | Datum van binnenkomst | Hoogste positie | Aantal weken | Opmerkingen                                                          |
| ------------------------------------------------------------- | --------------------- | --------------------- | --------------- | ------------ | -------------------------------------------------------------------- |
| Work It Out                                                   | 11-06-2002            | 20-07-2002            | 30              | 5            | Nr. 26 in de Single Top 100                                          |
| '03 Bonnie & Clyde                                            | 10-10-2002            | 01-02-2003            | 9               | 9            | met Jay-Z / Nr. 5 in de Single Top 100 / Alarmschijf                 |
| Crazy in Love                                                 | 18-05-2003            | 21-06-2003            | 2               | 14           | met Jay-Z / Nr. 2 in de Single Top 100 / Alarmschijf                 |
| Baby Boy                                                      | 03-08-2003            | 04-10-2003            | 8               | 10           | met Sean Paul / Nr. 11 in de Single Top 100 / Alarmschijf            |
| Me, Myself and I                                              | 19-10-2003            | 17-01-2004            | 14              | 6            | Nr. 14 in de Single Top 100                                          |
| Fighting Temptation                                           | 05-07-2003            | 31-01-2004            | 13              | 7            | met Missy Elliott, MC Lyte & Free / Nr. 11 in de Single Top 100      |
| Naughty Girl                                                  | 14-03-2004            | 01-05-2004            | 10              | 11           | Nr. 14 in de Single Top 100                                          |
| Check on It                                                   | 13-12-2005            | 03-02-2006            | 5               | 11           | met Slim Thug & Bun B / Nr. 3 in de Single Top 100 / Alarmschijf     |
| Déjà Vu                                                       | 24-06-2006            | 05-08-2006            | 17              | 9            | met Jay-Z / Nr. 13 in de Single Top 100 / Alarmschijf                |
| Irreplaceable                                                 | 26-10-2006            | 04-11-2006            | 3               | 14           | Nr. 5 in de Single Top 100 / Alarmschijf                             |
| Listen                                                        | 19-01-2007            | 20-01-2007            | tip2            | -            | Nr. 18 in de Single Top 100                                          |
| Beautiful Liar                                                | 12-02-2007            | 31-03-2007            | 1(3wk)          | 19           | met Shakira / Nr. 1 in de Single Top 100 / Alarmschijf               |
| Green Light                                                   | 30-07-2007            | 08-09-2007            | 18              | 6            | Freemasons remix / Nr. 20 in de Single Top 100                       |
| Until the End of Time                                         | 2007                  | 03-11-2007            | tip9            | -            | met Justin Timberlake                                                |
| If I Were a Boy                                               | 12-10-2008            | 08-11-2008            | 1(4wk)          | 15           | Nr. 2 in de Single Top 100 / Alarmschijf                             |
| Single Ladies (Put a Ring on It)                              | 13-10-2008            | 27-12-2008            | 8               | 14           | Nr. 12 in de Single Top 100                                          |
| Halo                                                          | 20-01-2009            | 07-03-2009            | 9               | 11           | Nr. 14 in de Single Top 100 / Alarmschijf                            |
| Diva                                                          | 20-01-2009            | -                     |                 |              | Nr. 73 in de Single Top 100                                          |
| Sweet Dreams                                                  | 02-06-2009            | 13-06-2009            | 26              | 6            | Nr. 46 in de Single Top 100 / Alarmschijf                            |
| Ego                                                           | 19-05-2009            | 04-07-2009            | tip2            | -            |                                                                      |
| Radio                                                         | 2009                  | 19-09-2009            | 14              | 6            | Nr. 75 in de Single Top 100 / Alarmschijf                            |
| Video Phone                                                   | 17-11-2009            | 05-12-2009            | tip9            | -            | met Lady Gaga                                                        |
| Telephone                                                     | 26-01-2010            | 30-01-2010            | 6               | 22           | met Lady Gaga / Nr. 10 in de Single Top 100 / Alarmschijf            |
| Run the World (Girls)                                         | 21-04-2011            | 07-05-2011            | 25              | 4            | Nr. 8 in de Single Top 100                                           |
| Best Thing I Never Had                                        | 01-06-2011            | 25-06-2011            | 23              | 12           | Nr. 37 in de Single Top 100                                          |
| Love on Top                                                   | 12-09-2011            | 01-10-2011            | tip23           | -            | Nr. 61 in de Single Top 100                                          |
| Countdown                                                     | 04-10-2011            | 22-10-2011            | tip12           | -            | Nr. 92 in de Single Top 100                                          |
| Blow                                                          | 2013                  | 21-12-2013            | tip23           | -            |                                                                      |
| XO                                                            | 16-12-2013            | 04-01-2014            | 24              | 6            | Nr. 37 in de Single Top 100 / Alarmschijf                            |
| Drunk in Love                                                 | 17-12-2013            | 01-03-2014            | 36              | 3            | met Jay-Z / Nr. 39 in de Single Top 100                              |
| Pretty Hurts                                                  | 13-12-2013            | -                     |                 |              | Nr. 87 in de Single Top 100                                          |
| 7/11                                                          | 2014                  | -                     |                 |              | Nr. 43 in de Single Top 100                                          |
| Ring Off                                                      | 2014                  | 06-12-2014            | tip2            | -            | Nr. 84 in de Single Top 100                                          |
| Runnin' (Lose It All)                                         | 2015                  | 10-10-2015            | 14              | 17           | met Naughty Boy & Arrow Benjamin / Nr. 19 in de Single Top 100       |
| Hold Up                                                       | 2016                  | 14-05-2016            | tip2            | -            |                                                                      |
| Mi Gente                                                      | 2017                  | 07-10-2017            | 1(1wk)          | 13           | Dubbelnotering / met J Balvin & Willy William                        |
| Walk on Water                                                 | 2017                  | 25-11-2017            | 24              | 10           | met Eminem / Nr. 22 in de Single Top 100                             |
| Perfect                                                       | 2017                  | 09-12-2017            | 1(8wk)          | 19           | Dubbelnotering / met Ed Sheeran                                      |
| Apeshit                                                       | 2018                  | 23-06-2018            | tip5            | -            | met Jay-Z / als The Carters / Nr. 59 in de Single Top 100            |
| Spirit                                                        | 2019                  | 20-07-2019            | 27              | 7            | Soundtrack The Lion King / Nr. 67 in de Single Top 100 / Alarmschijf |
| Savage Remix                                                  | 2020                  | 09-05-2020            | tip23*          |              | met Megan Thee Stallion                                              |
| Break My Soul                                                 | 2022                  | 20-06-2022            | 29              | 3            | Nr. 14 in de Single Top 100                                          |
| Cuff It                                                       | 2022                  | 14-10-2022            | 23              | 12           |                                                                      |
| My House                                                      | 2023                  | 07-12-2023            | tip27           | -            |                                                                      |
| Texas Hold ‘Em                                                | 2024                  | 23-02-2024            | 2               | 18           |                                                                      |

| Single met hitnotering(en) in de Vlaamse Ultratop 50 | Datum van verschijnen | Datum van binnenkomst | Hoogste positie | Aantal weken | Opmerkingen                                                     |
| ---------------------------------------------------- | --------------------- | --------------------- | --------------- | ------------ | --------------------------------------------------------------- |
| Work It Out                                          | 2002                  | 10-08-2002            | tip2            | -            |                                                                 |
| '03 Bonnie & Clyde                                   | 2003                  | 25-01-2003            | 12              | 11           | met Jay-Z                                                       |
| Crazy in Love                                        | 2003                  | 05-07-2003            | 5               | 17           | met Jay-Z / Nr. 5 in de Radio 2 Top 30                          |
| Baby Boy                                             | 2003                  | 11-10-2003            | 11              | 16           | met Sean Paul                                                   |
| Me, Myself and I                                     | 2004                  | 21-02-2004            | 49              | 1            |                                                                 |
| Fighting Temptation                                  | 2004                  | 06-03-2004            | 37              | 7            | met Missy Elliott, MC Lyte & Free / Nr. 25 in de Radio 2 Top 30 |
| Naughty Girl                                         | 2004                  | 15-05-2004            | 14              | 12           | Nr. 13 in de Radio 2 Top 30                                     |
| Check on It                                          | 2006                  | 04-02-2006            | 9               | 20           | met Slim Thug / Nr. 16 in de Radio 2 Top 30                     |
| Déjà Vu                                              | 2006                  | 02-09-2006            | 8               | 12           | met Jay-Z / Nr. 18 in de Radio 2 Top 30                         |
| Irreplaceable                                        | 2006                  | 11-11-2006            | 13              | 18           | Nr. 8 in de Radio 2 Top 30                                      |
| Listen                                               | 2007                  | 24-03-2007            | tip6            | -            | Nr. 19 in de Radio 2 Top 30                                     |
| Beautiful Liar                                       | 2007                  | 21-04-2007            | 2               | 20           | met Shakira / Nr. 3 in de Radio 2 Top 30                        |
| Green Light                                          | 2007                  | 20-10-2007            | tip10           | -            | Freemasons remix                                                |
| If I Were a Boy                                      | 2008                  | 15-11-2008            | 4               | 18           | Nr. 3 in de Radio 2 Top 30                                      |
| Single Ladies (Put a Ring on It)                     | 2008                  | 24-01-2009            | 11              | 14           | Nr. 3 in de Radio 2 Top 30                                      |
| Halo                                                 | 2009                  | 09-05-2009            | 18              | 14           | Nr. 3 in de Radio 2 Top 30                                      |
| Sweet Dreams                                         | 2009                  | 05-09-2009            | 24              | 13           | Nr. 17 in de Radio 2 Top 30                                     |
| Broken-Hearted Girl                                  | 2009                  | 07-11-2009            | tip7            | -            |                                                                 |
| Video Phone                                          | 2009                  | 26-12-2009            | tip4            | -            | met Lady Gaga                                                   |
| Telephone                                            | 2010                  | 20-03-2010            | 1(5wk)          | 21           | met Lady Gaga / Goud                                            |
| Why Don't You Love Me                                | 2010                  | 05-06-2010            | tip10           | -            |                                                                 |
| Run the World (Girls)                                | 2011                  | 30-04-2011            | 14              | 15           |                                                                 |
| Best Thing I Never Had                               | 2011                  | 27-08-2011            | 50              | 1            | Nr. 15 in de Radio 2 Top 30                                     |
| Countdown                                            | 2011                  | 22-10-2011            | tip14           | -            |                                                                 |
| Love on Top                                          | 2011                  | 19-11-2011            | tip4            | -            |                                                                 |
| End of Time                                          | 2012                  | 26-05-2012            | tip63           | -            |                                                                 |
| I Was Here                                           | 2012                  | 01-09-2012            | tip16           | -            |                                                                 |
| XO                                                   | 2013                  | 28-12-2013            | tip3            | -            |                                                                 |
| Drunk in Love                                        | 2013                  | 04-01-2014            | 13              | 16           | met Jay-Z                                                       |
| Partition                                            | 2014                  | 15-03-2014            | tip2            | -            |                                                                 |
| Pretty Hurts                                         | 2014                  | 17-05-2014            | tip8            | -            |                                                                 |
| 7/11                                                 | 2014                  | 29-11-2014            | tip1            | -            |                                                                 |
| Feeling Myself                                       | 2014                  | 17-01-2015            | tip75           | -            | met Nicki Minaj                                                 |
| Flawless Remix                                       | 2014                  | 14-02-2015            | tip89           | -            | met Nicki Minaj                                                 |
| Runnin' (Lose It All)                                | 2015                  | 03-10-2015            | 16              | 16           | met Naughty Boy & Arrow Benjamin                                |
| Formation                                            | 2016                  | 07-05-2016            | tip4            | -            |                                                                 |
| 6 Inch                                               | 2016                  | 07-05-2016            | tip15           | -            | met The Weeknd                                                  |
| Hold Up                                              | 2016                  | 07-05-2016            | tip11           | -            |                                                                 |
| Freedom                                              | 2016                  | 07-05-2016            | 27              | 12           | met Kendrick Lamar                                              |
| Daddy Lessons                                        | 2016                  | 21-05-2016            | tip             | -            |                                                                 |
| Sorry                                                | 2016                  | 23-07-2016            | tip             | -            |                                                                 |
| All Night                                            | 2016                  | 17-12-2016            | tip4            | -            |                                                                 |
| Shining                                              | 2017                  | 25-02-2017            | tip17           | -            | met DJ Khaled & Jay-Z                                           |
| Walk on Water                                        | 2017                  | 25-11-2017            | 32              | 3            | met Eminem                                                      |
| Top Off                                              | 2018                  | 10-03-2018            | tip             | -            | met DJ Khaled, Jay-Z & Future                                   |
| Apeshit                                              | 2018                  | 30-06-2018            | 37              | 4            | met Jay-Z / als The Carters                                     |
| Before I Let Go                                      | 2019                  | 27-04-2019            | tip9            | -            |                                                                 |
| Spirit                                               | 2019                  | 20-07-2019            | tip1            | -            | Soundtrack The Lion King Nr. 22 in de Radio 2 Top 30            |
| Break My Soul                                        | 2022                  | 20-06-2022            | 12              | 15           |                                                                 |
| Cuff It                                              | 2022                  | 16-10-2022            | 18              | 25           | Platina                                                         |
| Texas Hold ‘Em                                       | 2024                  | 23-02-2024            | 1 (3wk)         | 23           |                                                                 |

### Dvd's
| Muziek-dvd met eventuele hitnotering(en) in de Nederlandse Muziek Dvd Top 30 | Datum van verschijnen | Datum van binnenkomst | Hoogste positie | Aantal weken | Opmerkingen |
| ---------------------------------------------------------------------------- | --------------------- | --------------------- | --------------- | ------------ | ----------- |
| Live at Wembley                                                              | 2004                  | 01-05-2004            | 5               | 13           |             |
| The Beyoncé Experience: Live                                                 | 2007                  | 01-12-2007            | 3               | 50           |             |
| I Am... Yours: An Intimate Performance at Wynn Las Vegas                     | 2009                  | 28-11-2009            | 4               | 51           |             |
| I Am... World Tour                                                           | 2010                  | 04-12-2010            | 1(2wk)          | 51           |             |
| Live at Roseland - Elements of 4                                             | 2011                  | 03-12-2011            | 1(1wk)          | 60           |             |
| Life Is But a Dream                                                          | 16-02-2013            | 30-11-2013            | 2               | 36           |             |

| Muziek-dvd met eventuele hitnotering(en) in de Vlaamse Ultratop muziek-dvd top 10/20 | Datum van verschijnen | Datum van binnenkomst | Hoogste positie | Aantal weken | Opmerkingen |
| ------------------------------------------------------------------------------------ | --------------------- | --------------------- | --------------- | ------------ | ----------- |
| Live at Wembley                                                                      | 2004                  | 15-05-2004            | 3               | 8            |             |
| The Beyoncé Experience: Live                                                         | 2007                  | 01-12-2007            | 6               | 5            |             |
| I Am... Yours: An Intimate Performance at Wynn Las Vegas                             | 2009                  | 05-12-2009            | 9               | 1            |             |
| I Am... World Tour                                                                   | 2010                  | 14-12-2010            | 6               | 16           |             |
| Live at Roseland - Elements of 4                                                     | 2011                  | 03-12-2011            | 6               | 23           |             |
| Life Is But a Dream                                                                  | 2013                  | 30-11-2013            | 4               | 19           |             |

### Albums
- 2003 – Dangerously in Love (cd)
- 2004 – Live at Wembley (cd/dvd)
- 2005 – Speak My Mind (cd)
- 2006 – B'Day (cd)
- 2007 – B'Day Deluxe (cd/dvd)
- 2007 – B'Day Anthology Video Album (dvd)
- 2007 – Irreemplazable (ep)
- 2007 – The Beyoncé Experience: Live (dvd)
- 2008 – I Am... Sasha Fierce (cd)
- 2008 – I Am... Sasha Fierce Deluxe Edition (cd)
- 2009 – I Am... Sasha Fierce Platinum Edition (cd)
- 2010 – I Am... World Tour
- 2011 – 4  (cd)
- 2011 – 4 Deluxe Edition (cd)
- 2013 – Beyoncé (cd/dvd)
- 2014 – Beyoncé Platinum Edition (cd/dvd)
- 2016 – Lemonade
- 2019 – Homecoming: The Live Album
- 2019 – The Lion King: The Gift
- 2020 – The Lion King: The Gift [Deluxe Edition]
- 2022 – Renaissance
- 2024 – Cowboy Carter

### Live-dvd's
- 2004 – Beyoncé: Live at Wembley
- 2007 – The Beyoncé Experience: Live
- 2009 – I Am... Yours: An Intimate Performance at Wynn Las Vegas
- 2009 – Beyond the Ballad
- 2010 – I Am... World Tour
- 2011 – Beyoncé - Live at Roseland: Elements of 4
- 2013 – Life Is But a Dream

### NPO Radio 2 Top 2000
| Nummers met noteringen in de NPO Radio 2 Top 2000 | '12  | '13  | '14  | '15  | '16  | '17  | '18  | '19  | '20  | '21  | '22  | '23  | '24  |
| ------------------------------------------------- | ---- | ---- | ---- | ---- | ---- | ---- | ---- | ---- | ---- | ---- | ---- | ---- | ---- |
| Crazy in Love (met Jay-Z)                         | -    | -    | 1604 | 1807 | 1570 | 1947 | 1245 | 1553 | 1649 | 1992 | 1939 | 1567 | 1891 |
| Halo                                              | 1750 | 1089 | 473  | 490  | 438  | 496  | 436  | 621  | 586  | 727  | 891  | 723  | 995  |
| Hymn for the Weekend (met Coldplay)               | ×    | ×    | ×    | ×    | 522  | 792  | 902  | 1093 | 1246 | 1376 | 1009 | 1054 | 1013 |
| If I Were a Boy                                   | -    | -    | 1358 | 1504 | 1416 | 1415 | 1048 | 1549 | 1728 | -    | -    | -    | -    |
| Listen                                            | -    | -    | -    | 1123 | 1196 | 1236 | 1164 | 1488 | 1644 | 1977 | -    | -    | -    |
| Love on Top                                       | -    | -    | -    | 1743 | 1363 | 1537 | 1247 | 1638 | 1542 | 1705 | 1793 | 1481 | 1885 |
| Run the World (Girls)                             | -    | -    | -    | 1987 | 1676 | 1784 | 1283 | 1602 | 1609 | -    | -    | -    | -    |
| Single Ladies (Put a Ring on It)                  | -    | -    | 1554 | 1683 | 1259 | 1606 | 1301 | 1520 | 1585 | -    | -    | 1990 | -    |

1. ↑  Een '-' betekent dat het nummer niet was genoteerd, een '×' betekent dat het nummer nog niet was uitgebracht en een vetgedrukt getal geeft de hoogste notering van een nummer aan.
2. ↑  2012 was het eerste jaar met een notering voor Beyoncé.

## Tournees
- 2003–2004: Dangerously in Love World Tour
- 2004: Verizon Ladies First Tour (met Alicia Keys en Missy Elliott)
- 2007: The Beyoncé Experience
- 2009–2010: I Am... World Tour
- 2013: The Mrs. Carter Show World Tour
- 2014: The Mrs. Carter Show World Tour
- 2014: On the Run Tour
- 2016: The Formation World Tour
- 2023: Renaissance World Tour
- 2025: Cowboy Carter Tour

De tournees van 2013 en 2014 hebben weliswaar dezelfde naam, maar de programmaonderdelen waren geheel anders.

## Trivia
- In oktober 2006 spande zangeres Jennifer Armour een rechtszaak tegen Beyoncé aan vanwege plagiaat op het nummer Baby Boy uit 2003, dat Beyoncé zong met Sean Paul. Volgens Armour kwam een deel van de tekst overeen met haar eigen nummer Got a little bit of love for you. Een jaar later, in oktober 2007, werd Beyoncé hiervan vrijgesproken maar ging Armour in hoger beroep. Het gerechtshof oordeelde een maand later dat geen enkel redelijk persoon na het horen van de twee liederen zou concluderen dat ze overeenkwamen.[43]
- Beyoncé coverde het nummer Honesty van Billy Joel voor het album Love Destiny. Dit album verscheen eind juni 2008 in Japan ter ere van het tienjarig bestaan van Destiny's Child.
- In januari 2012 werd bekendgemaakt dat de daas Scaptia beyonceae naar Beyoncé was vernoemd. Bryan Lessard van het Australische onderzoeksbureau CSIRO gaf de vlieg de naam vanwege het opvallende achterlijf van het beestje. "Het waren de unieke dikke goudkleurige haren op het achterlijf van de vlieg waardoor ik op de naam kwam", aldus Bryan Lessard.[44][45]
- In april 2011 bracht Beyoncé samen met Swizz Beatz een bewerking van haar nummer Get Me Bodied uit, getiteld Let's Move Your Body, met het doel mensen meer te laten bewegen. Tijdens de VMA Awards van 2014 nam zij de Video Vanguard Award in ontvangst.